# Otož
Otož (nemško Ottosch) je naselje v Občini Škofiče v Okraju Celovec-dežela na Koroškem v Avstriji.